# (2534) Houzeau
(2534) Houzeau ist ein Asteroid des Hauptgürtels, der am 2. November 1931 vom belgischen Astronomen Eugène Joseph Delporte in Ukkel entdeckt wurde.
Der Asteroid ist dem belgischen Astronomen Jean-Charles Houzeau gewidmet.